# Religião congolesa
Religião do Congo (Em quicongo; Bukongo) é um amplo conjunto de crenças tradicionais africanas dos povos de língua Quicongo. A fé se baseia na ideia do deus criador Nzambi Mpungu que criou o mundo e os espíritos que nele habitam. Médicos sacerdotais conhecidos como ganga tentam curar as mentes e corpos dos seguidores. Papéis mediadores como ser um ganga requerem legitimação do outro mundo de espíritos e ancestrais. O universo está dividido entre dois mundos, um dos vivos (nza yayi) e um mundo dos mortos (nsi a bafwa), esses mundos são divididos por um corpo de água. Os humanos passam continuamente por esses mundos em um ciclo de vida. 

## História
A religião tradicional tem suas raízes nos povos de língua bantas na África. À medida que pessoas deste grupo eram escravizadas e levadas às Américas, os povos mantiveram as  tradições, mas muitas vezes se misturou com outras crenças. Algumas tradições sobreviventes incluem possessão pelos mortos para aprender a sabedoria dos ancestrais e trabalhar com inquice. As religiões que preservaram as tradições do Congo incluem Palo, Kumina, Vodu Haitiano, Lumbalú e Candomblé. 

## Crenças

#### Cosmologia
A religião do Congo é bastante complexa. De acordo com o historiador John K. Thornton, "os centro-africanos provavelmente nunca concordaram entre si quanto ao que é sua cosmologia em detalhes, um produto do que chamei de processo de revelação contínua e sacerdócio precário." O povo congo tinha visões diversas e com o pensamento religioso tradicional mais desenvolvido na área de língua Quicongo do norte. Há muitas descrições sobre as ideias religiosas do Congo nos registros missionários cristãos e da era colonial, mas, como afirma Thornton, "elas são escritas com um viés hostil e sua confiabilidade é duvidosa". As crenças do Congo incluíam Kilundu como Nzambi (deus) ou Jinzambi (deuses, divindades), todos tinham seu determinado poder sobre a natureza.
Em geral, de acordo com o cosmograma congolês, o deus criador reside no topo do mundo, os espíritos vivem abaixo e a água existe no meio onde os dois mundos se encontram.
Espíritos, assim como ancestrais mortos, podiam ter encontros com os vivos e aqueles com autoridade tinham direitos especiais para tais encontros. Os sacerdotes gangas podiam interagir com tais espíritos e ancestrais. Eles usariam curas espirituais para combater a magia negra no mundo, às vezes usando inquice. Os gangas não têm permissão para usar magia negra e apenas assistem clientes para trazer boa sorte.

#### Práticas
Os humanos podiam manipular o ambiente ao redor através do uso de feitiços chamados inquices. Dentro desses encantos estão os objetos naturais, pois se acredita que todas as coisas naturais contêm uma alma. Esses amuletos protegem os humanos incorporando um espírito ou direcionando um espírito para caçar o mal. 

#### Espíritos
Após a morte, a alma de uma pessoa deixa o corpo para se tornar um fantasma e geralmente entra na terra dos mortos (Kalunga). Aqueles que fizeram o mal na vida (como as bruxas) não podem entrar na terra dos mortos e, em vez disso, vagaram pela Terra.
Um praticante podia se comunicar com os espíritos ancestrais de sua família de forma linear, eles podem não se comunicar com espíritos que não são seus ancestrais, a menos que orem primeiro.
Os espíritos seguiam Nzambi Mpanzu, o deus-supremo e estes eram;
- Nzambice, espirito da Terra
- Nzazi, espirito do trovão
- Ngonda, espirito da lua e das regras
- Ntangu, espirito do sol e do tempo
- Chicamassichinuinji, espirito dos mares, ríos e océanos
- Mpulu Bunzi, espirito da chuva
- Mbumba, espirito-serpente do arco-íris
- Mami Uata, espirito feminino das águas, gemeos e defomidades infantis.
- Kalunga, espirito do mar